# Allyn-Grapeview
Allyn-Grapeview je obec v okrese Mason v americkém státě Washington. V roce 2010 měla 2 917 obyvatel situovaných v území okolo státní silnice Washington State Route 3. V obci se nachází malé muzeum námořnictví v Pugetově zálivu a přístaviště Fair Harbor. Celou obec obsluhuje měsíčník North Bay Review. 39 % rozlohy obce tvoří vodní plocha.
Ze 2 004 obyvatel, kteří v obci žili roku 2000, tvořili 93 % běloši, necelé 1 % původní obyvatelé a zhruba 0,5 % tichomořští ostrované. 2 % obyvatelstva byla hispánského původu.
Území známé pod názvem Grapeview se kdysi nazývalo Detroit a mezi 70. lety 19. století a 20. lety minulého století bylo přístupné jen díky malé flotile trajektu, která kdysi obsluhovala místní vody Pugetova zálivu.